# Horror-Baby
Horror-Baby ist ein britischer Horrorfilm von Gabrielle Beaumont aus dem Jahr 1980. Olaf Pooley adaptierte den Roman The Godsend von Bernard Taylor zu einem Drehbuch.

## Handlung
Das junge Ehepaar Alan und Kate Marlowe lebt in einem abgelegenen Haus auf dem Land und bildet mit seinen vier Kindern eine glückliche Familie. Eines nachmittags bittet eine mysteriös wirkende, junge Frau mit stechendem Blick um Einlass. Sie ist hoch schwanger, einsilbig und benötigt nach eigener Aussage eine Ruhepause. Alan ist gerade im Begriff, sie nach draußen zu seinem Wagen zu bringen, um sie nach Hause zu fahren, da setzen bei der Unbekannten die Wehen ein. Kate begleitet die Geburt, die ohne Komplikationen verläuft. Am nächsten Morgen ist die Fremde verschwunden – ihr neugeborenes Mädchen ließ sie zurück. Die Marlowes nennen es Bonnie und adoptieren es nach dessen zweiten Geburtstag.
Im Laufe der Jahre, die Bonnie bei ihnen lebt, verunglücken die drei jüngsten leiblichen Kinder tödlich. Nach dem Tod des dritten Kindes erleidet Kate einen Nervenzusammenbruch, denn die Medien beginnen, sich für die gehäuften Todesfälle in der Familie zu interessieren. Der Verlust an sich ist eigentlich schon schwer genug zu ertragen. So entschließen sich die Marlowes, mit ihren beiden Töchtern Lucy und Bonnie in die Stadt zu ziehen.
Als Lucy etwa 9 Jahre alt ist, beobachtet Vater Alan wie Bonnie auf dem Spielplatz versucht ihre Adoptivschwester zu verletzen. Alan hegt schon länger den Verdacht, dass mit Bonnie etwas nicht stimmt. Nun hält er es für angebracht, auch seine Frau mit seinen Feststellungen zu konfrontieren und Konsequenzen zu ziehen. Er ist sich sicher, dass Bonnie den Tod seiner drei jüngsten Kinder herbeiführte und es auch auf Lucy, die Älteste, abgesehen hat. Kate hält dies alles für ein Hirngespinst und weigert sich Bonnie fortzugeben. Es kommt zum Streit – fortan lebt das Ehepaar getrennt. Auch nachdem Lucy vor ihren Augen bei einem Fenstersturz ums Leben kommt, schenkt Kate ihrem Mann keinen Glauben.
Bei einem Spaziergang Alans durch den Park, rät ihm ein befreundeter Arzt, das Erlebte hinter sich zulassen, sein Leben neu zu ordnen und entspannt in die Zukunft zu gehen. Doch dann packt Alan wieder das blanke Entsetzen – auf einer Parkbank sitzt genau jene Frau, die das ganze Unheil in seine Familie brachte. Wieder ist sie hoch schwanger, und wieder spricht sie eine Mutter mit kleinen Kindern an und geht mit ihr mit.

## Hintergrund
Einige Szenen wurden im Londoner Hyde Park gedreht. Im Hintergrund ist die Royal Albert Hall erkennbar.

## Bezug zu anderen Filmen
Das Thema wurde 2009 in Orphan – Das Waisenkind erneut aufgegriffen. Dort ist jedoch der Familienvater der zweifelnde, uneinsichtige Elternteil.

## Kritik
„Ein in der äußeren Gestaltung konventioneller Horrorfilm, der sich um psychologische Vertiefung bemüht, jedoch weitgehend in den Bahnen üblicher Gruseleffekte steckenbleibt.“